# Fussball Club Südtirol 2006-2007
Questa pagina raccoglie le informazioni riguardanti il Fussball Club Südtirol nelle competizioni ufficiali della stagione 2006-2007.

## Stagione
Nella stagione 2006-2007 il Südtirol ha disputato il girone A della Serie C2, ottenendo il settimo posto in classifica con 49 punti. Il torneo è stato vinto con 61 punti dal Legnano che ha ottenuto la promozione diretta in Serie C1, la seconda promossa è stata il Lecco che ha vinto i Play-off. Sul finire della precedente stagione il presidente Leopold Goller aveva lasciato la società, complici vari problemi personali e di salute; gli era subentrato alla massima carica sociale il dirigente Werner Seeber, che si trova a fare i conti con una situazione di crescenti ristrettezze finanziarie. 
La squadra biancorossa allenata da Aldo Firicano disputa un discreto campionato, buono il girone di andata, vinto dalla Nuorese, chiuso con 28 punti in terza posizione. Meno buono il girone di ritorno, con 21 punti raccolti, dominato dal recupero di Lecco e Legnano, che sono salite di categoria. In casa biancorossa il toscano Davide Carfora con 7 reti è stato il miglior marcatore degli altoatesini. Nella Coppa Italia di Serie C il Sudtirol disputa con poche soddisfazioni il girone C di qualificazione, ottenendo un solo punto, nel girone vinto dalla Virtus Bassano.

## Divise e sponsor
Concluso il rapporto con Sportika, il Südtirol inizia a vestire divise Mass. Confermati in blocco gli sponsor Duka, Südtirol ("marchio ombrello" territoriale), Würth e Birra Forst.
La maglia interna è bianca con inserti rossi su risvolti, colletto maniche e fianchi (più ampi e asimmetrici sul lato sinistro); calzoncini bianchi con orlo rosso e calzettoni rossi. La divisa esterna è rossa con piccoli inserti bianchi simmetrici su maniche e fianchi.
| Casa |

## Rosa
| N. |                   | Ruolo | Calciatore           |
| -- | ----------------- | ----- | -------------------- |
|    | Italia (bandiera) | C     | Michael Bacher       |
|    | Italia (bandiera) | A     | Thomas Bachlechner   |
|    | Italia (bandiera) | A     | Marco Benvenuto      |
|    | Italia (bandiera) | D     | David Bianchini      |
|    | Italia (bandiera) | A     | Davide Bortolotti    |
|    | Italia (bandiera) | D     | Hans Rudi Brugger    |
|    | Italia (bandiera) | C     | Mauro Calvi          |
|    | Italia (bandiera) | C     | Davide Carfora       |
|    | Italia (bandiera) | A     | Alessandro Chiurato  |
|    | Italia (bandiera) | C     | Michael Cia          |
|    | Italia (bandiera) | A     | Massimiliano Dalpiaz |
|    | Italia (bandiera) | C     | Hannes Fink          |

| N. |                     | Ruolo | Calciatore        |
| -- | ------------------- | ----- | ----------------- |
|    | Italia (bandiera)   | D     | Paolo Goisis      |
|    | Italia (bandiera)   | D     | Alexander Hofer   |
|    | Italia (bandiera)   | D     | Hannes Kiem       |
|    | Italia (bandiera)   | C     | Fabian Mayr       |
|    | Svizzera (bandiera) | A     | Giuseppe Perrone  |
|    | Italia (bandiera)   | P     | René Pomare       |
|    | Italia (bandiera)   | C     | Manuel Scavone    |
|    | Italia (bandiera)   | P     | Andrea Servili    |
|    | Italia (bandiera)   | A     | Matteo Simoni     |
|    | Italia (bandiera)   | C     | Antonio Stendardo |
|    | Italia (bandiera)   | C     | Manuel Strobl     |
|    | Italia (bandiera)   | D     | Thomas Veronese   |

## Risultati

### Campionato

#### Girone di andata
| Arbitro: | Bellè (Reggio Calabria) |

|          |           |                              |
| Masi 66’ | Marcatori | 14’ Mayr 18’ Carfora 55’ Cia |

| Arbitro: | Sguizzato (Verona) |

|                                                   |           |            |
| Cia 5’ Benvenuto 59’ Perrone 50’ A. Stendardo 74’ | Marcatori | 68’ Perini |

| Arbitro: | Corletto (Castelfranco Veneto) |

|                |           |  |
| Labriola 45+2’ | Marcatori |  |

| Bolzano 24 settembre 2006 4ª giornata | Südtirol        | 0 – 0 | Bassano Virtus | Stadio Druso\| Arbitro: \| Massa (Imperia) \| |
| Arbitro:                              | Massa (Imperia) |       |                |                                               |

| Arbitro: | Andolfatto (Bassano del Grappa) |

|                            |           |                                                |
| Iacona 71’ Mayr 89’ (aut.) | Marcatori | 2’ Carfora 8’ Benvenuto 52’ Perrone 77’ Bacher |

| Arbitro: | Borracci (San Benedetto del Tronto) |

|  |           |                        |
|  | Marcatori | 26’ Nieto 37’ A. Galli |

| Arbitro: | Tommasi (Bassano del Grappa) |

|              |           |               |
| Moscelli 55’ | Marcatori | 35’ Benvenuto |

| Arbitro: | Grazioli (Maniago) |

|              |           |              |
| Chiurato 13’ | Marcatori | 90+2’ Mazzeo |

| Arbitro: | Guerriero (Catanzaro) |

|             |           |                        |
| Franchi 70’ | Marcatori | 3’ Chiurato 6’ Perrone |

| Nuoro 5 novembre 2006 10ª giornata | Nuorese            | 0 – 0 | Südtirol | Stadio Franco Frogheri\| Arbitro: \| Pecorelli (Arezzo) \| |
| Arbitro:                           | Pecorelli (Arezzo) |       |          |                                                            |

| Arbitro: | Gambini (Roma) |

|                      |           |                   |
| Cia 34’ Chiurato 73’ | Marcatori | 77’ (rig.) Morini |

| Sanremo 19 novembre 2006 12ª giornata | Sanremese         | 0 – 0 | Südtirol | Stadio di Sanremo\| Arbitro: \| Vivenzi (Brescia) \| |
| Arbitro:                              | Vivenzi (Brescia) |       |          |                                                      |

| Bolzano 26 novembre 2006 13ª giornata | Südtirol                | 0 – 0 | Olbia | Stadio Druso\| Arbitro: \| Vallesi (Ascoli Piceno) \| |
| Arbitro:                              | Vallesi (Ascoli Piceno) |       |       |                                                       |

| Arbitro: | M. Russo (Milano) |

|                                               |           |                      |
| A. Stendardo 13’ Calvi 43’ Carfora 50’ (rig.) | Marcatori | 47’ (rig.) Malatesta |

| Varese 10 dicembre 2006 15ª giornata | Varese             | 0 – 0 | Südtirol | Stadio Franco Ossola\| Arbitro: \| Tramontina (Udine) \| |
| Arbitro:                             | Tramontina (Udine) |       |          |                                                          |

| Arbitro: | Buonocore (Nichelino) |

|                           |           |  |
| Benvenuto 17’ Perrone 55’ | Marcatori |  |

| Arbitro: | Doveri (Aprilia) |

|  |           |                           |
|  | Marcatori | 40’ Perrone 50’ Benvenuto |

#### Girone di ritorno
| Bolzano 14 gennaio 2007 18ª giornata | Südtirol                       | 0 – 0 | Montichiari | Stadio Druso\| Arbitro: \| Corletto (Castelfranco Veneto) \| |
| Arbitro:                             | Corletto (Castelfranco Veneto) |       |             |                                                              |

| Arbitro: | Carbone (Napoli) |

|                                  |           |                                      |
| M. Bonomi 25’, 36’ Sambugaro 81’ | Marcatori | 67’ Goisis 85’, 90+2’ (rig.) Carfora |

| Arbitro: | Nicodano (Milano) |

|                    |           |            |
| Carfora 68’ (rig.) | Marcatori | 56’ Vasoio |

| Arbitro: | La Mura (Nocera Inferiore) |

|            |           |  |
| Mateos 48’ | Marcatori |  |

| Arbitro: | Del Giovane (Albano Laziale) |

|                      |           |  |
| Goisis 16’ Calvi 56’ | Marcatori |  |

| Arbitro: | Magno (Catania) |

|  |           |            |
|  | Marcatori | 5’ Carfora |

| Arbitro: | Candussio (Cervignano del Friuli) |

|                |           |  |
| Bachlechner 3’ | Marcatori |  |

| Arbitro: | Vivenzi (Brescia) |

|                |           |                  |
| Mortelliti 80’ | Marcatori | 67’ Bachclechner |

| Arbitro: | Paoloemilio (Lanciano) |

|  |           |                            |
|  | Marcatori | 50’ F. Ferrari 89’ Briglia |

| Arbitro: | Paparazzo (Catanzaro) |

|            |           |  |
| Goisis 80’ | Marcatori |  |

| Lumezzane 1º aprile 2007 28ª giornata | Lumezzane    | 0 – 0 | Südtirol | Nuovo Stadio Comunale\| Arbitro: \| Zonno (Bari) \| |
| Arbitro:                              | Zonno (Bari) |       |          |                                                     |

| Arbitro: | Manna (Isernia) |

|              |           |                        |
| Goisis 90+2’ | Marcatori | 36’ Laner 42’ Federici |

| Arbitro: | D'Alesio (Forlì) |

|                                             |           |  |
| A. Volpe 4’ Meloni 38’ Chiaria 90+4’ (rig.) | Marcatori |  |

| Arbitro: | Ballo (Trapani) |

|                            |           |                    |
| Malatesta 26’ Foderaro 68’ | Marcatori | 55’ (rig.) Perrone |

| Arbitro: | Lioce (Molfetta) |

|                 |           |  |
| Bachlechner 22’ | Marcatori |  |

| Arbitro: | Vuoto (Livorno) |

|                                          |           |                                   |
| Bordacconi 35’ Zubin 47’ Lorenzini 90+2’ | Marcatori | 9’ (rig.) Carfora 69’ Bachlechner |

| Arbitro: | Giancola (Vasto) |

|               |           |                |
| M. Bacher 83’ | Marcatori | 86’ Denis Mair |

### Coppa Italia di Serie C

#### Girone C
| Arbitro: | Candussio (Cervignano del Friuli) |

|  |           |                                            |
|  | Marcatori | 2’ (rig.) Berrettoni 16’ Scarpa 82’ Rondon |

| Rovigo 26 agosto 2006 2ª giornata | Rovigo             | 0 – 0 | Südtirol | Stadio Francesco Gabrielli\| Arbitro: \| Tramontina (Udine) \| |
| Arbitro:                          | Tramontina (Udine) |       |          |                                                                |

| Arbitro: | Zanardo (Conegliano) |

|  |           |             |
|  | Marcatori | 46’ Scapini |

| Arbitro: | M. Russo (Milano) |

|                                                    |           |  |
| M. Turchi 5’ Cantoro 25’ Miglietta 81’ Carraro 82’ | Marcatori |  |

| 13 settembre 2006 5ª giornata |  | – Turno di riposo Sudtirol |  |  |